# Kertsch-villa
A Kertsch-villa (későbbi tulajdonosa után egyes forrásokban Porr-villa) Brassó reprezentatív épülete volt. 1886–1899 között épült eklektikus stílusban Christian Kertsch városi mérnök számára, a Rezső körút és a Kapu utca kereszteződésénél. Az évek során szolgált szállodaként, irodák és intézmények székhelyeként is szolgált. A földrengések és a második világháború által megrongált épületet 1970-ben lebontották, helyén ma a Modarom divatház áll.

## Története
A brassói születésű Christian Kertsch (1839–1909) külföldön végezte felsőbb tanulmányait, ahol utak, hidak, vasutak, hidrotechnikai rendszerek építésére szakosodott, majd Romániában dolgozott. Később visszaköltözött Brassóba, és 1884-ben városi főmérnöknek nevezték ki. Villáját a lebontott északkeleti várfal, az egykori Kapu utcai kapu és a Csizmadia-zwinger helyén építette fel 1886–1888-ban, majd 1894-ben és 1899-ben is kibővítette.
Az évek során többféle szerepet is betöltött: volt lakóház, irodaház, szálloda (már 1896-ban), és éttermek, üzletek, vállalkozások is működtek itt. 1896. december 5-én itt volt az első filmvetítés Erdély területén, mindössze néhány hónappal a Lumière-fivérek párizsi bemutatója után. A Kertsch család még az első világháború előtt eladta a villát Ioan Baiulescu mérnöknek. Egy 1922-ben kiadott kalauz 20 szobás szállóként írja le, előtte taxiállomás volt, és autóbuszok is indultak innen Zajzonra és Nagyszebenbe.
Az 1904-es és az 1916-os földrengések megrongálták. 1941-ben Albert Schuller városi építész a villa lebontását és helyére egy négyszintes szálloda (Coroana Nova) építését javasolta, azonban ez nem valósult meg. 1944 tavaszán bombatalálat érte, mely az épület több mint felét lerombolta, és több ember halálát okozta. A háború után a kevésbé károsodott részt kijavították, és több évtizeden keresztül különféle intézmények székhelye volt. 1970-ben lebontották, és a helyén átadták a Modarom divatház (1972) és a Capitol szálloda (1974) ma is álló épületeit.

## Leírása
Eklektikus stílusban épült (Rundbogenstil, neoreneszánsz, neoklasszicizmus, neogótika), modelljéül a trieszti Miramare-kastély szolgált. Szembeötlő, merész, kozmopolita épület volt, azonban nem tett szert egységesen kedvező művészi megítélésre, Sextil Pușcariu például egy három kocsiból álló szerelvényt vontató mozdonyhoz hasonlította. Képeslapokon azonban gyakran ábrázolták. A 19. század végén az előtte elhelyezkedő téren gyülekeztek péntekenként a vásárosok szekerei.

## Képek

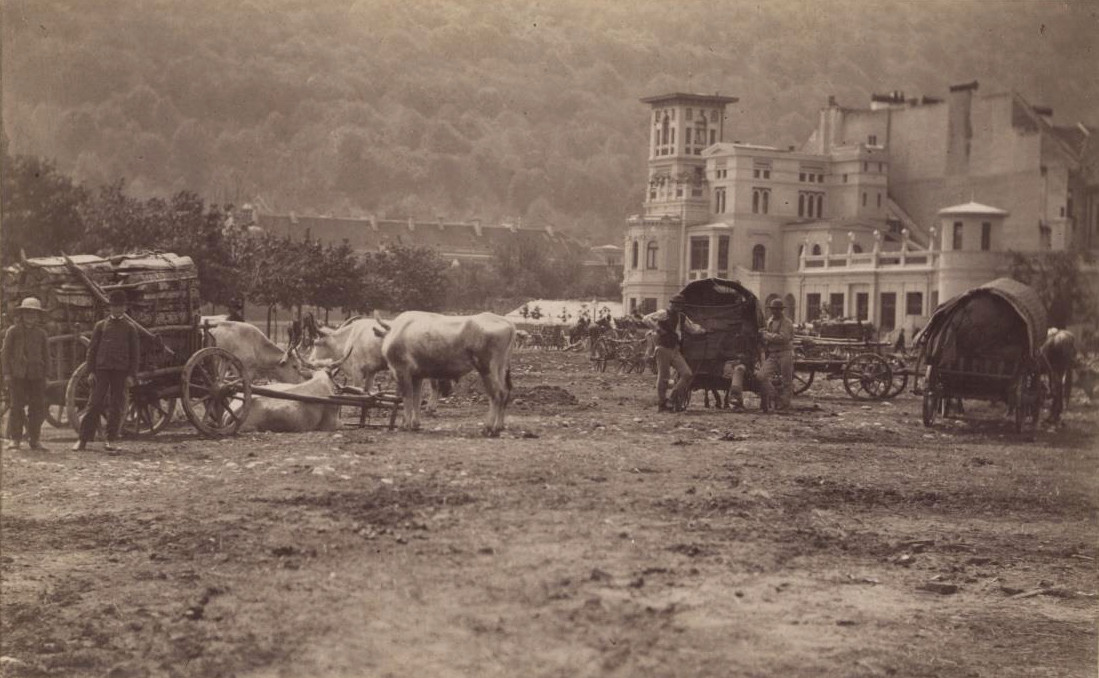
1887-ben
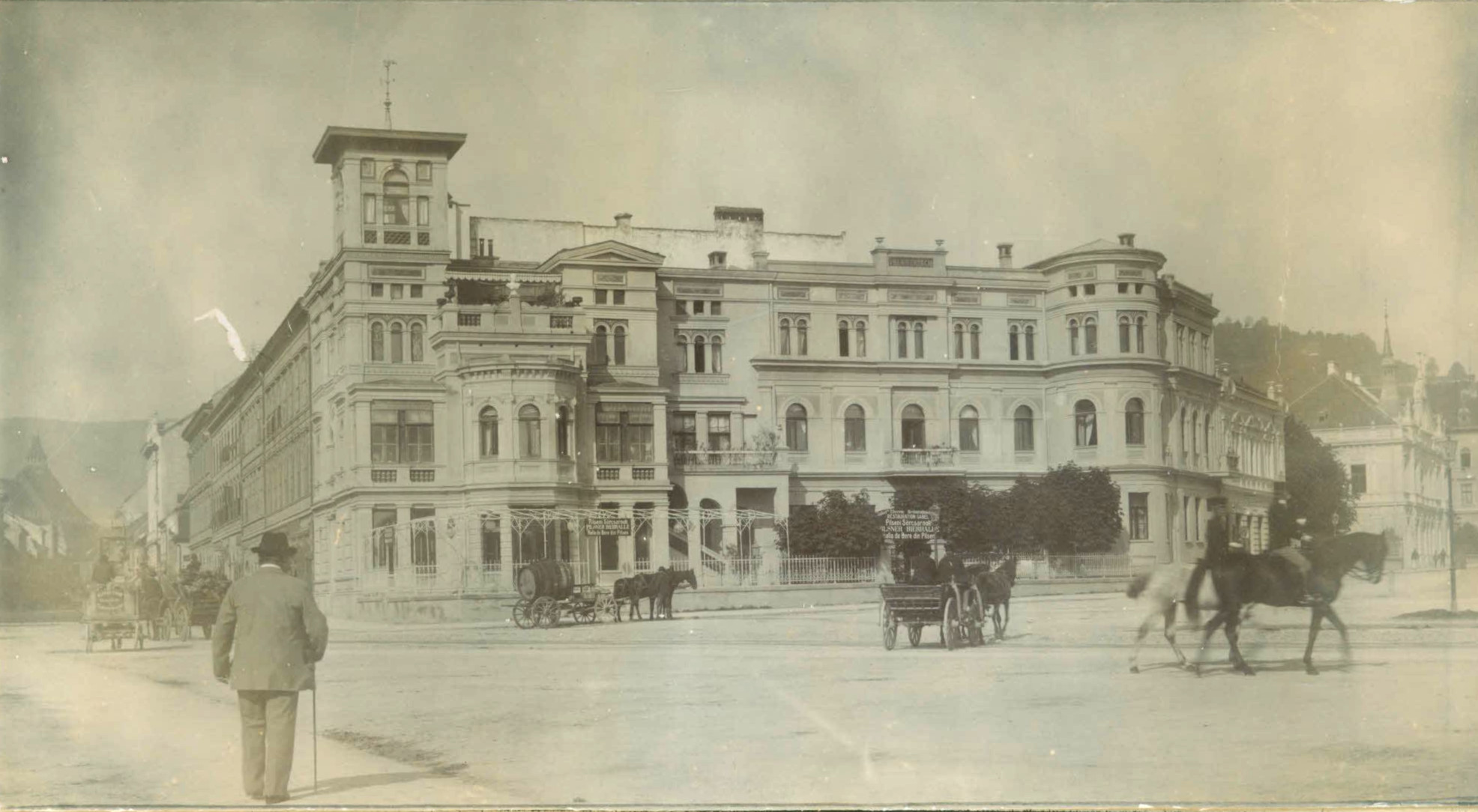
1900 körül
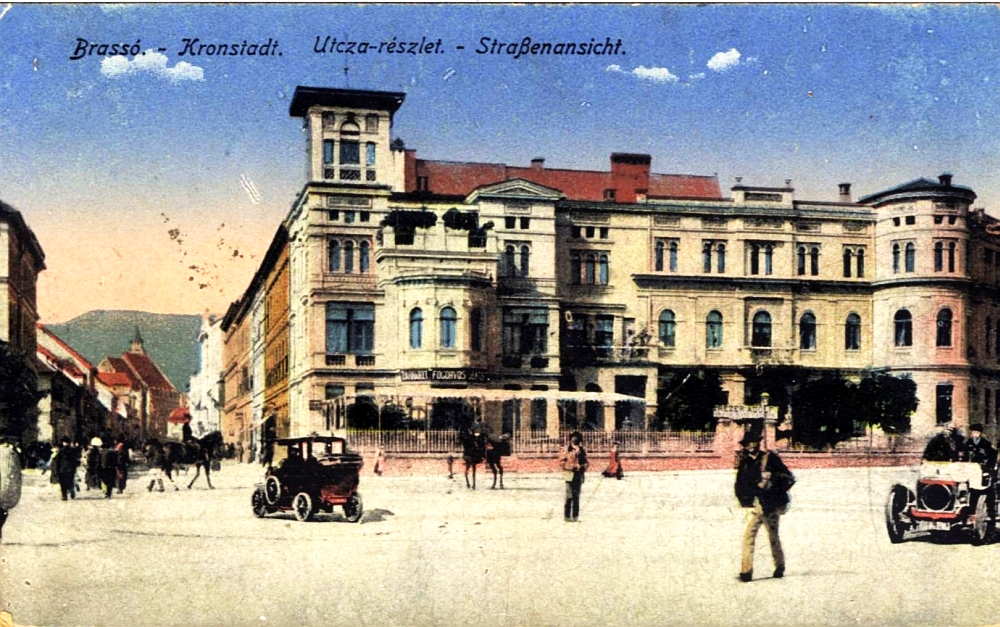
Képeslapon
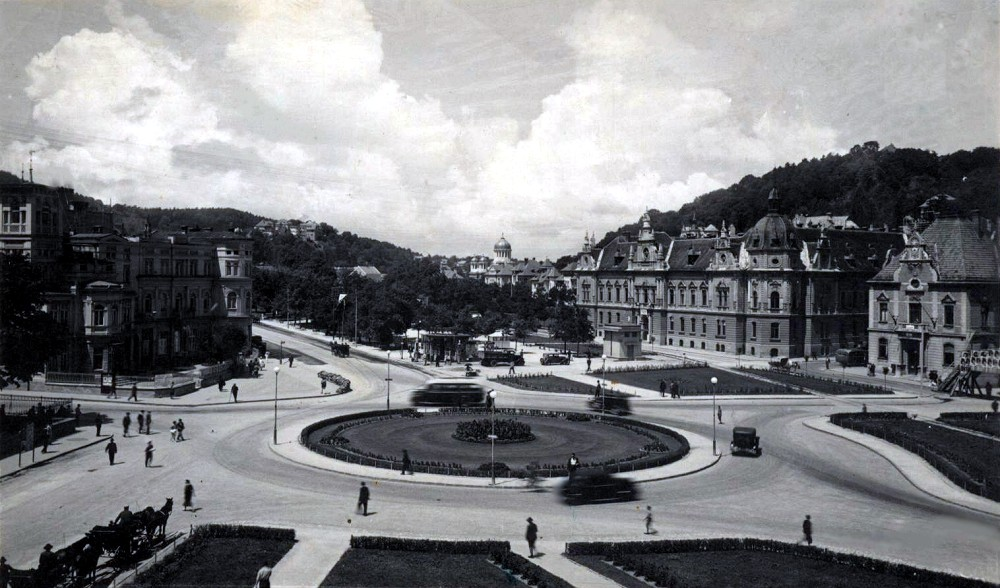
1940-es évek; a Kertsch-villa a kép bal oldalán
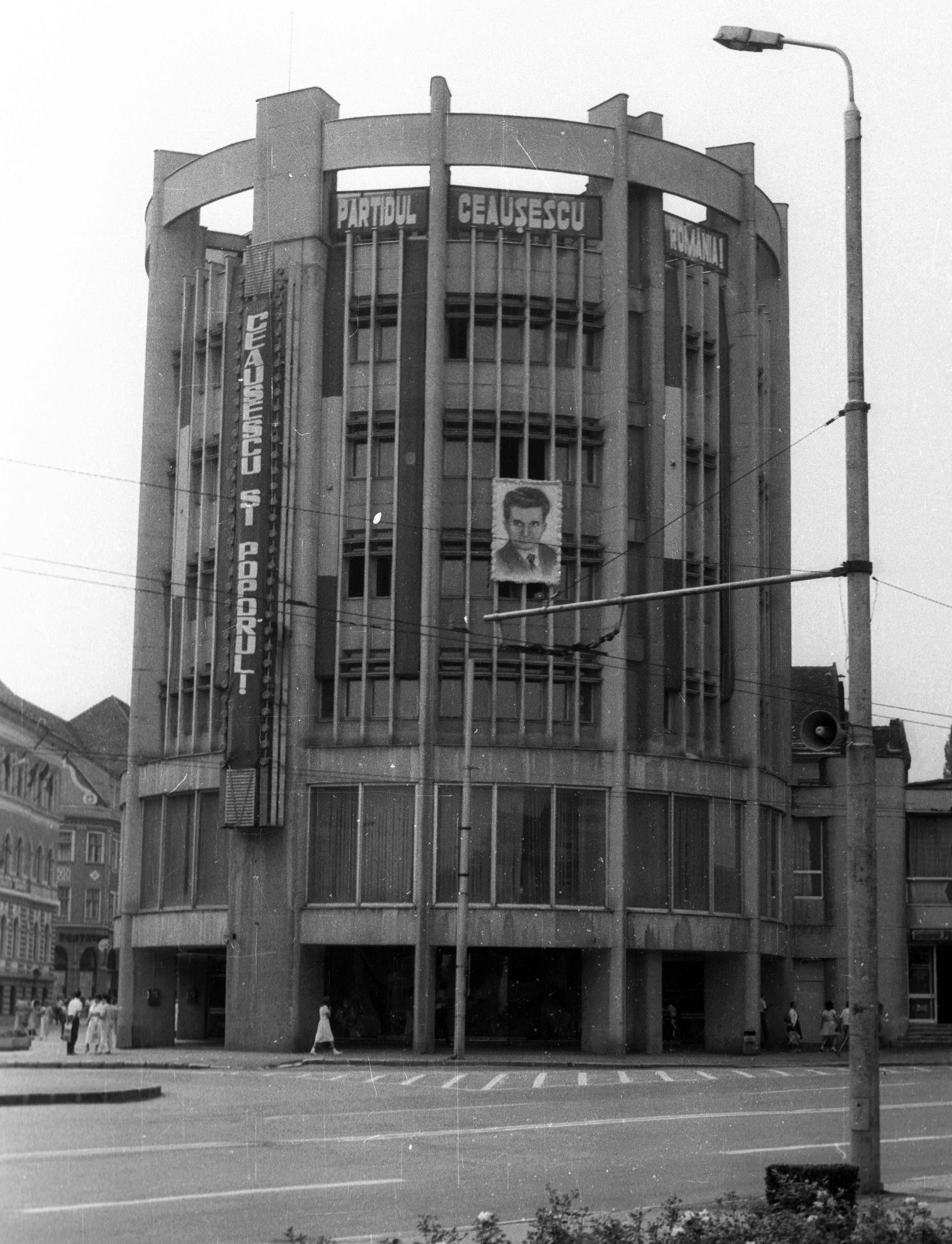
A villa helyén álló Modarom 1989-ben